# Bryan Spicer
Pour les articles homonymes, voir Spicer.
Bryan Spicer est un réalisateur, producteur et acteur américain de télévision et de cinéma.

## Filmographie

### comme réalisateur
- 1988 : Superboy (série télévisée)
- 1989 : Booker (série télévisée)
- 1990 : Hull High (en) (série télévisée)
- 1991 : Salute Your Shorts (en) (série télévisée)
- 1993 : SeaQuest, police des mers (SeaQuest DSV) (série télévisée)
- 1995 : Power Rangers, le film (Mighty Morphin Power Rangers: The Movie)
- 1997 : McHale's Navy : y a-t-il un commandant à bord ? (McHale's Navy)
- 1997 : Les Sexton se mettent au vert (For Richer or Poorer)
- 1999 : X-Files (épisode Brelan d'as)
- 1999 : The First Gentleman (téléfilm)
- 1999 : Un agent très secret (Now and Again) (série télévisée)
- 2000 : Dark Angel (série télévisée)
- 2000 : Freedom (série télévisée)
- 2001 : Strange Frequency (téléfilm)
- 2001 : Les Nuits de l'étrange (Night Visions) (série télévisée)
- 2001 : 24 heures chrono (24) (série télévisée) (a participé  aux saison 1,3,4,6)
- 2002 : Odyssey 5 (série télévisée)
- 2002 : John Doe (série télévisée)
- 2002 : Mes plus belles années (American Dreams) (série télévisée)
- 2003 : Sudbury (téléfilm)
- 2003 : Veritas: The Quest (série télévisée)
- 2003 : Las Vegas (série télévisée)
- 2004 : Dr Vegas (série télévisée)
- 2004 : Clubhouse (série télévisée)
- 2006 : Prison Break (série télévisée)
- 2015 : Hawaii 5-0  (série télévisée)

### comme producteur
- 1997 : McHale's Navy: y a-t-il un commandant à bord? (McHale's Navy) : Unlucky Henchman
- 2001 : The Lone Gunmen (série télévisée)